# 율하중학교
율하중학교(栗下中學校)는 대한민국 경상남도 김해시 율하동에 위치한 공립 중학교이다.

## 학교 연혁
- 2010년 3월 1일 : 율하중학교 개교
- 2014년 3월 1일 : 사교육절감형 창의경영학교 운영
- 2019년 3월 1일 : 행복맞이학교(학교형) 운영
- 2019년 3월 1일 : 교육부 요청 교육과정 연구학교 운영
- 2019년 3월 1일 : 소프트웨어(SW) 선도학교 운영
- 2022년 3월 1일 : 학생 맞춤형 진로체험 외 5개의 정책 사업 운영
- 2023년 2월 9일 : 제11회 졸업식(12학급 361명, 총 4,316명)
- 2023년 3월 1일 : 제6대 최경회 교장 취임
- 2023년 3월 2일 : 제14회 입학식(신입생 12학급 361명)
- 2024년 3월 2일 : 제 15회 입학식(신입생 13학급 385명)

## 참고 자료
- 율하중학교 - 한국교육학술정보원 학교알리미